# З нашої сілезької землі (книга)
З нашої сілезької землі (сіл. Z naszej źymjy ślůnskej) – збірка віршів, написана Феліксом Штоєром (під. псевдонімом F. Res.). Опублікована в 1935 році.
Перед написанням книги „Z naszej źymjy ślůnskej” Штоєр створив свій власний алфавіт сілезької мови  (див. Алфавіт сілезької мови Фелікса Штоєра).

## Зовнішні посилання
- З нашої сілезької землі в Бібліотеці Silling